# Bursera cerasiifolia
Bursera cerasiifolia är en tvåhjärtbladig växtart som beskrevs av T. S. Brandeg.. Bursera cerasiifolia ingår i släktet Bursera och familjen Burseraceae. Inga underarter finns listade i Catalogue of Life.